# Pilichowo (województwo kujawsko-pomorskie)
Pilichowo – wieś w Polsce położona w województwie kujawsko-pomorskim, w powiecie radziejowskim, w gminie Osięciny.

## Podział administracyjny
W latach 1975–1998 miejscowość położona była w województwie włocławskim. Wieś sołecka – zobacz jednostki pomocnicze gminy w BIP.
Miejscowość należy do parafii w Byczynie.

## Demografia
Według Narodowego Spisu Powszechnego (III 2011 r.) liczyła 293 mieszkańców. Jest czwartą co do wielkości miejscowością gminy Osięciny.

## Związani z Pilichowem
- urodził się tu i mieszkał Franciszek Beciński (1897-1975), kujawski poeta ludowy-samouk oraz kowal
- po roku 1945, wieloletnim dyrektorem Szkoły Podstawowej w Pilichowie była Irena Ostrowska (z Banaszkiewiczów - Byczyna-Kolonia). Ostrowska do 30 czerwca 1939 była nauczycielką w Tczewie. Jej tamtejsze mieszkanie zajęte zostało przez Niemców już na początku września 1939